# Red House Painters (Rollercoaster)
Red House Painters è il secondo album della band statunitense Red House Painters pubblicato nel 1993 dall'etichetta indipendente 4AD.
È conosciuto anche come Red House Painters I o Rollercoaster (Montagne Russe, che appaiono sulla copertina) per distinguerlo dall'album successivo, pubblicato con lo stesso nome nello stesso anno.

## Tracce
1. Grace Cathedral Park – 3:51
2. Down Through – 2:38
3. Katy Song – 8:22
4. Mistress – 4:05
5. Things Mean A Lot – 3:23
6. Funhouse – 9:18
7. Take Me Out – 4:48
8. Rollercoaster – 4:17
9. New Jersey – 3:58
10. Dragonflies – 3:58
11. Mistress (Piano Version) – 4:32
12. Mother – 13:06
13. Strawberry Hill – 7:32
14. Brown Eyes – 1:48